# Більська земля
Більська земля (часто Більський повіт, пол. Ziemia bielska) — адміністративна одиниця на Підляшші з осідком у місті Більську. Постала до початку XVI століття. Початково входила до Троцького воєводства Великого князівства Литовського, з 1513—1514 років — до Підляського воєводства ВКЛ, а після Люблінської унії 1569 року — до Корони Королівства Польського Речі Посполитої. Припинала існування після третього поділу Речі Посполитої 1795 року з входженням Північного Підляшшя до складу Пруссії[⇨].

## Положення

Більська земля на мапі Підляського воєводства Речі Посполитої, створеній Каролем де Пертесом, 1795 рік

Земля охоплювала усю північну частину Підляського воєводства й лежала у верхів'ях річок Нарви та Бобра з містами Більськ, Бранськ, Сураж, Нарва, Високе, Тикотин, Книшин, Ганязь, Райгород, Августів. На південному заході Більська земля межувала з Дорогичинською землею Підляського воєводства, межа починалася від їхнього місця зіткнення з Мазовією й проходила довкола міста Високого, далі на південь до річки Нурець, йшла по Нурцю майже до самого Бранська, звідти захоплювала невелику ділянку південніше річки й, повернувшись до Нурця, йшла в напрямку Ботьків до самої межі з Берестейським воєводством. Площа Більської землі наприкінці XVI століття становила 5410,85 км².

## Історія
Більська земля виокремилася до початку XVI століття й початково належала до Троцького воєводства Великого князівства Литовського. Зимою 1513—1514 року виділена Сигізмундом Старим з Троцького воєводства та включена до новоствореного Підляського воєводства ВКЛ. Віленський сейм 1565—1566 років закріпив попередній адміністративний поділ Підляського воєводства на три повіти, одним з яких був Більський. Після Люблінської унії 1569 року у складі Підляського воєводства увійшла до складу Корони Королівства Польського Речі Посполитої. Після третього поділу Речі Посполитої 1795 року Північне Підляшшя увійшло до складу Пруссії й Більська земля як адміністративна одиниця припинила існування, натомість у новоствореному Білостоцькому департаменті було утворено декілька повітів, зокрема Більський.

## Адміністративно-територіальний устрій
Початково осідком землі був Більськ, який невдовзі поступився Бранську, що став місцем збору сеймиків і судів. За адміністративним поділом Більська земля складалася з повітів, які, подібно до церковного устрою, адміністративно ділилися на парафії. Кількість адміністративних парафій постійно змінювалася й не завжди відповідала церковним, зокрема, у 1580 році в Більській землі їх налічувалося 18, у 1591 році — 23 (з них 8 — у Бранському повіті, 7 — Суразькому, 8 — Тикотинському). За відомостями 1571—1591 років у Більській землі налічувалося 14 міст — 10 королівських (господарських) (Більськ, Нарва, Кліщелі, Бранськ, Сураж, Тикотин, Ганязь, Книшин, Райогород, Августів) і 4 власницьких (шляхецьких) (Ботьки, Орля, Ванево, Хорощ), а також 661 село, з них 410 власницьких (62,0 %), 229 королівських (34,6 %) і 22 церковних (3,3 %).

### Повіти
Більська земля складалася з 3 повітів:
- Бранський (Більський, Брансько-Більський) повіт[pl]
- Суразький повіт[pl]
- Тикотинський повіт[pl]

Часто писемні джерела XV—XVI століть подавали різний адміністративний устрій Підляшшя як за складом, так і назвами адміністративних одиниць. Щодо адміністративних одиниць, які входили до самої Більської землі, вживалися терміни «повіт» (пол. powiat), «districtus», «волость» (пол. wolość) (як у вузькому, так і у широкому значенні). На півдні Більської землі згадувалися як два окремі повіти (лат. districtus) Бранський (зокрема, 1489 року) та Більський (1574 року), які пізніше все ж об'єдналися в один Більський повіт (який інколи згадується як «Бранський», оскільки в Бранську містилися земські та гродські акти). Подібний поділ був доречний, оскільки Більський повіт був покритий королівщинами, тоді як в Бранському панувала шляхта. Водночас у північній частині Більської землі існував Суразький повіт. Крім того, у північній частині згадувались повіти Ганязький, Райгородський і Тикотинський, інколи як окремі повіти, а інколи як єдиний під назвою Ганязького чи Тикотинського.

## Управління

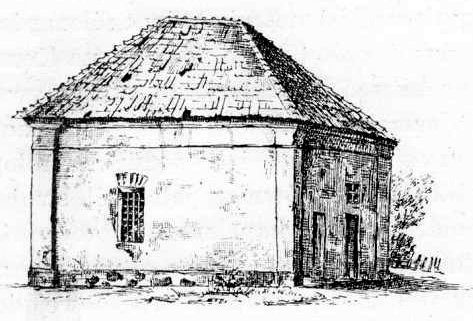
Канцелярія Більської землі в Бранську, малюнок початку XX століття

Повітом керували намісники, яких називали старостами, у місцевих урядах працювали підстарости, хоружі, войські, гаєвники, возні, комірники, лісничі, ловчі, поборчі, а також створені на польських лад виборні уряди підкоморіїв, земських суддів, підсудків, писарів та гродських суддів. Старосту, суддю і підсудка на їхні посади назначав великий князь литовський, ймовірно, без будь-якого попереднього схвалення місцевою шляхтою. Від Більської землі, як повноцінної адміністративної одиниці Великого князівства Литовського до 1569 року, у литовських сеймах брало участь 2 посли.
Значна частина земель повіту перебувала у державній власності, зокрема до королівських володінь належали Більське лісництво, Більське староство, Більська та Кліщелівська волості з містами Більськ, Сураж, Бранськ, Нарва та Кліщелі. Відомо, що державне Більське староство належало декільком великим магнатам, зокрема, у 1506—1513 роках — великій княгині Олені Іванівній, потім — Альбрехту Гаштольду, у якого 1533 року староство викупила польська королева Бона з ініціативи та на кошти дрібної більської шляхти, незадоволеної господарюванням Гаштольда.

## Оподаткування
У 1530-ті роки, за правління польської королеви Бони, на Підляшші були впроваджені волочні виміри господарств і чиншевий спосіб оподаткування селян, а раніше розпорошені дрібні поселення укрупнювалися в більші, водночас підвищувався рівень експлуатації місцевого селянства. За інвентарем 1558 року Більського та Суразького староств Більської землі, без означення розміру панщини чинш тут становив до 60 грошей з волоки, у двох селах — до 50 грошей з волоки, інколи з платою меду, а для деяких сіл на наступний рік «осадна» плата визначена до 40 грошей з волоки. У 1565 році податок з Більської землі становив 961 копу, 9 грошей і 3 копійки, у 1567 році — вже 2292 копи й 48 грошей.

## Військова служба
За реєстром війська ВКЛ, складеним в ухвалі Віленського сейму 1 травня 1528 року, земське військо від Більської землі мало становити 788 коней від 15 парафій, які складалися зі сіл зем'ян. «Реєстр попису війська господарського Великого князівства Литовського» 1565 року називає вже 17 парафій Більської хоругви (одиниці військового поділу). За «Пописом війська Великого князівства Литовського» 1567 року Більський шляхетський повіт виставив 3568 коней, 438 піших шляхтичів і 21 драб з 14 парафій. Поділ шляхти на парафії був притаманний лише для Більського та Дорогичинського повіту у всьому Великому князівстві Литовському.

## Судочинство
Терени землі охоплювали три судові повіти зі своїми судами та урядовцями: Бранський, Суразький і Тикотинський. 1501 року великий князь литовський Олександр надав привілей про впровадження на теренах Більської землі для зем'ян (terrigenae), місцевої польської шляхти, польського права. Привілей 1501 року Більській землі було надано за зразком такого ж привілею Дорогичинській землі, наданого ще за правління польського короля Казимира. За цим привілеєм у Більському повіті діяло три види судів: суд господарського старости, земський суд суді та підсудка, а також змішаний суд — поєднання двох попередніх судів в один. Господарський староста розглядав тільки 4 види правопорушень (наїзд, зґвалтування, завдання тілесних ушкоджень шляхтичеві, підпал), усі інші правопорушення розглядали судді та підсудки, за винятком скарг русинів на поляків, які мали розглядати разом і староста, і судя з підсудком. За привілеєм 1501 року, рішення суду судді та підсудка могли бути оскаржені на суді великого князя литовського з викликом на нього суді та підсудка.
1516 року великий князь литовський Сигізмунд надав Дорогичинській землі новий привілей на повноцінне польське право (jus Polonicum) і, можливо, водночас такий привілей тоді отримала й Більська земля. 1547 року великий князь литовський Сигізмунд Август видав для Більського повіту ще один підтверджувальний привілей, який підтверджував чинність повноцінного польського права на теренах землі. Судочинство у Більському повіті, як і на всьому Підляшші, у XVI столітті відрізнялося від загального судового устрою ВКЛ організацією судів та дією там польського права, що ставало причиною неодноразових скарг литовсько-руських панів до великого князя литовського.

## Населення

### Колонізація
У XV—XVI століттях на терени повіту інтенсивно переселялися українські селяни з Волині, Берестейщини та самого Підляшшя, а також мазовшани. Нові села заселяли українці з давніших надбузьких сіл. На межі Більської землі з Гродненською та Вовковийською землями у XVI—XVII століттях утвердився українсько-білоруський етнічний та мовний кордон. Південну частину землі населяли здебільшого українці (русини), північну — білоруси, а також мазури й нечисленні литовці.

### Шляхта
У Більському повіті, як і на всьому Побужжі, у XVI столітті значно було розвинене дрібне шляхетське володіння — у землі налічувалося майже 700 коней від близько 2000 власників. На відміну від більшості земель ВКЛ, де панувала руська мова, серед місцевої підляської шляхти вже в XVI столітті чільною розмовною мовою була польська, свідченням чого може бути руський варіант тексту Більського привілею 1501 року, який, на думку українського історика Михайла Грушевського є «кепсько підправлений на руське текст польський», а на думку польського історика Я. Якубовського, був написаний підляським писарем-поляком.
Оскільки Тикотин був «спадковим» маєтком, який перейшов у королівську власність внаслідок відсутності у попередніх власників спадкоємців, Тикотинська шляхта судилася й вела справи осібно від Більської шляхти, тому шляхтичі Більського повіту на Городенському сеймі 1568 року клопоталися про злиття обох в одну, проте отримали від Сигізмунда Августа відмову.

## Уряди

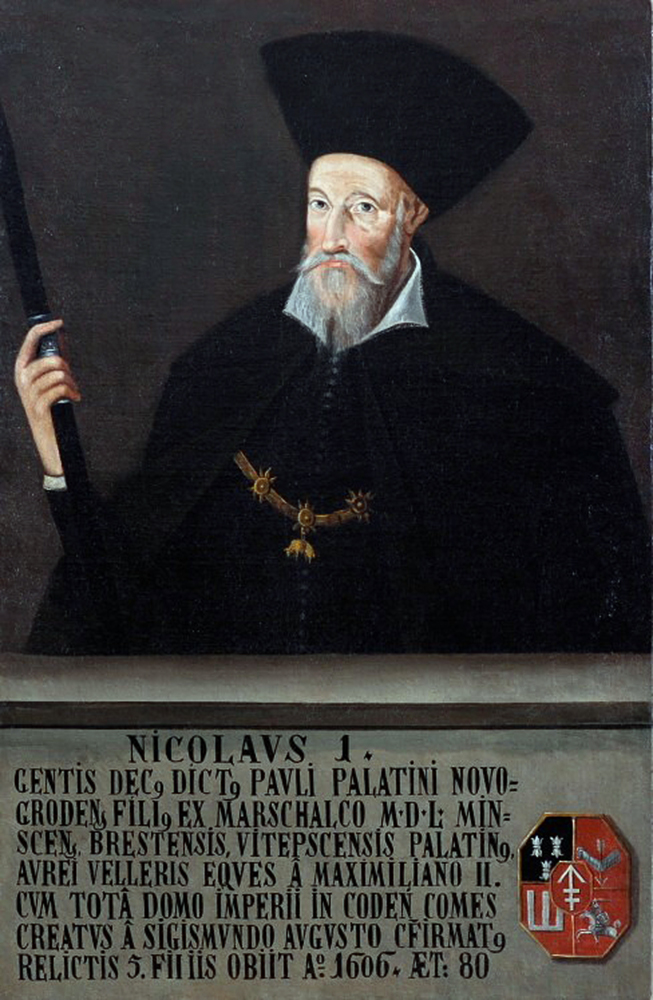
Микола Павлович Сапіга, повітовий маршалок Більської землі у 1566 році, портрет 1709 року

### Повітові маршалки
Відомі повітові маршалки Більської землі:
- Микола Павлович Сапіга, воєвода новгородський (у 1566 році)[59][60]

### Старости
Відомі Більські старости:
- Семен Сабуров
- Олехно Сакович (за правління Казимира Ягеллончика)
- Бартош Монтовтович (у 1484 році)
- Микола Радзивіллович (у 1488 році)
- Миколай Миколайович Радзивілл (у 1494 і 1503 роках)
- князь Михайло Львович Глинський (у 1505—1506 роках)
- Войтек Янович Клочко[pl] (у 1506—1512 роках)
- Альбрехт Гаштольд, воєвода віленьський (у 1513—1530 роках)
- Ян Миколайович Радзивілл (у 1522 році)
- Семен Кмітич (у 1526 році)
- Миколай Корицький[pl], адміністратор (у 1538—1552 роках)
- Пйотр Конінський, намісник королеви Бони (у 1549—1553 роках)
- Юрій Олександрович Ходкевич[pl], каштелян троцький (у 1556, 1567 і 1568 роках)[62][63][61]
- Миколай Петрович Кішка, воєвода підляський, староста дорогичинський (у 1574 році)
- Павел Щавінський[pl], каштелян лечицький (у 1589 році)
- Станіслав Радзеєвський (з 1599 року)

### Підстарости
Відомі Більські підстарости:
- Семен Жданович Хлуський (у XVI столітті)
- Станіслав Краєвський (у 1522 році)
- Гришко Клімкович (у 1533)
- Анджей Фалкович (у 1533)
- Павел Шимков Ґедройчь (у 1535—1536 роках)
- Станіслав Свідерський (у 1547 році)
- Марцін Коценцький де Лубіно (у 1550—1551 роках)
- Ян Менський (у 1552 році)
- Миколай Сенковський (у 1554 році)
- Вінцентій Менський (у 1554 році)
- Теофіл Бжозовський (у 1559—69 році)
- Пйотр Дзодзовський (у 1562—68 році)
- Мацей Вишенський (у 1568 році)
- Марцін Менський (у 1573—1577 роках)
- Валентій Ромоцький (у 1581 році)
- Якуб Ґорський (у 1583—1590 роках)

### Підкоморії
Відомі Більські підкоморії:
- Ян Скварко Ґонсовський (у 1522—1547 роках)
- Станіслав Скварко Ґонсовський (у 1547—1556 роках)
- Павел Хондзинський (у 1556 році)
- Александер Лащ (у 1558 році)
- Теофіл Бжозовський (у 1561—1564 роках)
- Станіслав Ґонсовський (у 1564—1567 роках)
- Богдан Павлович Сапіга (у 1566 році)
- Кшиштоф Бжозовський (у 1581—1600 роках)

### Комірники
Відомі Більські комірники:
- Мрочеслав Коссовський (у 1538 році)
- Марцін Коценцький (у 1559 році)
- Єжи Войно (у 1551 році)
- Теофіл Бжозовський (у 1551—1555 роках)
- Пйотр Вроченський (у 1552—1566, 82 роках)
- Марцін Менський (у 1559—1564 роках)
- Мацей Марушевський (у 1551—1577 роках)
- Валентій Неверовський (у 1561—1590 роках)
- Кшиштоф Красовський (у 1558 році)
- Шимон Головка з Туросні (у 1566—1589 роках)
- Абрагам Вішоватий (у 1569—1591 роках)
- Ян Войно (у 1566—1589 роках)
- Ян Кулеша (у 1570—1592 роках)
- Анджей Красовський (у 1568—1582 роках)
- Ян Вноровський (у 1580—1600 роках)
- Якуб Фальковський (у 1583—1601 роках)
- Троян Вишенський (у 1585—1599 роках)
- Матеуш Нецецький (у 1581—1601 роках)
- Павел Бжозовський (у 1577—1597 роках)
- Валентій Войно (у 1591—1595 роках)
- Міхал Маковський (у 1598—1606 роках)
- Павел Дзержек (у 1593—1600 роках)
- Войцех Кулеша (у 1596—1600 роках)
- Ян Войно (у 1584—1609 роках)
- Мацей Шредніцький (у 1599—1601 роках)

### Земські судді
Відомі земські судді Більської землі:
- Стецко Цибулька (у 1498 роках)
- Єжи Рачко(вич) з Пучиць (у 1513—1533 роках)
- Бальтазар Петковський (у 1533—1536 роках)
- Миколай Корицький[pl] (у 1537—1546 роках)
- Мацей Левіцький (у 1553—1556, 1560, 1566 роках)
- Вінцентій Менський (у 1561, 1565, 1567 роках)
- Марцін Ялбжик Вишенський (у 1566 роках)
- Войцех Вишковський (у 1577—1584, 1571, 1592 роках)
- Анджей Ялбжик Вишенський[pl] (у 1593—1594 роках)
- Мельхіор Костро[pl] (у 1596, 1599, 1607, 1614 роках)

### Підсудки
Відомі підсудки Більської землі:
- Луба (у 1498 році)
- Станіслав Маліновський (у 1507 році)
- Анджей Ритель (у 1524—1530 роках)
- Миколай Корицький[pl] (у 1531—1536 роках)
- Мацей Левіцький (у 1538—1553 роках)
- Юзеф Марковський (у 1553—1567 роках)
- Гіполіт Яніковський (у 1569—1580 роках)
- Фабіян Ялбжик Вишенський (у 1586—1607 роках)
- Адам Менський (у 1604 році)

### Писарі
Відомі писарі Більської землі:
- Вацлав (у 1530 році)
- Станіслав Вербовський (Вербицький) (у 1530—1546 роках)
- Войцех Ясенський (у 1553—1560 роках)
- Томаш Овсяний (у 1561—1580 роках)
- Юрій Броска[pl] (Юрій Брозка, Єжи Бжоска) (у 1580—1592 роках)
- Пйотр Петковський[pl] (у 1581, 1591, 1593 роках)
- Томаш Ритель (у 1596—1607 роках)

### Повітові хоружі
Відомі хоружі Більського повіту:
- Рафал Рончко (у 1530 році)
- Павел Зелепуха (у 1541—1548 роках)
- Станіслав Вишенський (у 1554, 1561, 1563 роках)
- Ян Бжоска (у 1565 році)
- Юрій Броска[pl] (Юрій Брозка, Єжи Бжоска) (у 1563, 1565, 1566, 1567, 1579 роках)[70][71][69]
- Адам Овсяний (у 1585 році)
- Ян Ялбжик Вишенський 1592, (у 1590 році)
- Геронім Бжозовський (у 1615 році)

### Войські
Відомі Більські войські:
- Павел Рончко (у 1511, 1524, 1531 роках)
- Анджей Фалкович (у 1533—1554 роках)
- Миколай Арцеховський (у 1558, 1565, 1564, 1566, 1567 роках)
- Ян Локніцький (у 1580, 1574, 1570 роках)
- Анджей Ялбжик Вишенський[pl] (у 1587, 1590, 1591 роках)
- Валентій Мощіцький (у 1590, 1604 роках)
- Пйотр Петковський[pl] (у 1583 році)

### Ловчі
Відомі Більські ловчі:
- Геронім Немера, ловчий підляський (у 1552 році)
- Ян Дульський, староста бранський (у 1577 році)
- Станіслав Мелошевський (у 1580 році)
- Геронім Немера, ловчий підляський (у 1584, 1598, 1609 роках)

### Лісничі
Відомі Більські лісничі:
- Іван Міхайлович (у 1527 роках)
- Станіслав Трояновський, ротмістр тикотинський (у 1574, 1592 роках)
- Якуб Добжинський (у 1599 році)

### Гаєвники
Відомі Більські гаєвники:
- Іван Мішкевич (у 1533 році)
- Костюшко Федорович (у 1537 році)

### Поборчі
Відомі поборчі в Більській землі:
- Юрій Броска[pl] (Юрій Брозка, Єжи Бжоска) (у 1576—1577 роках)
- Себаст'ян Бжозовський (у 1578 році)
- Пйотр Петковський[pl] i Станіслав Ритель (у 1581—1585 роках)
- Павел Мосьціський i Марцін Менський (у 1568 році)
- Валентій Неверовський (у 1579 році)
- Ян Бжоско (у 1565—1566 роках)

## Зауваги
1. ↑  «Бѣльская, Лубинская, Вышковская, Топичевская, Саражская, Кулешская, Соколовская, Кобылинская, Плонская, Яблонская, Дубровская, Вышенская, Домановская, Бронская, Долобовская»[31][32].
2. ↑  «Добровская, Яблонская, Кулевская, Кобыленская, Соколовская, Плонская, Сарабская Посвентенская, Топичевская, Вышковская и Бѣльская, Лубинская, Бранская, Домановская, Вышинская, Яновская и Тыкотинская, Райгродская и Трученская, Дязковская, Долобовская»[34].
3. ↑  Парафії: «Домбровска», «Кулеска», «Соколовска», «Плонска», «Сараска, Посвятенска, Кгосовска», «Бранска, Лубинска», «Яблонска», «Домановска», «Вышенска», «Топическа», «Кобыленска», «Белска, Вышковска», «Кгонецка, Райкгродцка, Трыстенска, Кнышинска», «Тыкотинска»[35].
4. ↑  «Нашъ староста, ено, только чтеры артыкулы на замку ма судить: первшы артыкул, о розбитье альбо о злупенье на добровольной дорозѣ, альбо о крадежъ; другій артыкулъ, коли хто кгвалтомъ на чый домъ найдеть; третый, о дѣвичьемъ альбо невѣстьемъ кгвалте; червертый, о пожогу».[45]
5. ↑  В одному вироку Сигізмунда Старого від 17 березня 1516 року написано: «и земяне Бельскій положили передъ нами привилей нашъ, который же есмо имъ на тое право дали». Привілей 1501 року був наданий великим князем литовським Олександром, а не Сигізмундом, тому, на думку історика Івана Лаппо, ці цитовані слова вказують на надання Сигізмундом нового привілею Більському повіту[47].

### Нормативно-правові акти
- 189.—1501 Февраля 22. Уставная грамота Литовскаго великаго князя Александра жителямъ Бельзской области // Акты, относящіеся къ исторіи Западной Россіи, собранные и изданные Археографической комиссіею. — СПб. : Въ Типографія II Отдѣленія Собственной Е. И. В. Канцелярія, 1846. — Т. 1 : 1340—1506. — С. 223-226. (ст. укр.) (рос. дореф.)
- Русская историческая библіотека, издаваемая Археографическою комиссіею. Томъ тридцать третій. Литовская метрика. Отдѣл первый. Часть третья: Книги публичныхъ дѣлъ. Переписи войска Литовскаго. — СПб. : Тип. Главного Управления Уделов, 1915. — 702 с. (ст. укр.) (рос. дореф.)
  - Земля Бельская / Ухвала на великомъ соймѣ Виленскомъ року 1528. — С. 124—182 (л. 121—193)
  - Хоруговъ Белская / Реестръ попису войска великаго княжества Литовскаго року 1565. — С. 358—381 (л. 76-90)
  - Повѣтъ Белский / Пописъ войска великаго княжества Литовскаго лѣта 1567. — С. 1035—1181 (л. 578—707)
- Любавскій М. К. Очеркъ исторіи Литовско-Русскаго государства до Люблинской уніи включительно. — М. : Московская художественная печатня, 1915. — 409 с. (рос. дореф.)
  - [Привілей Більській землі 1501 року] I. Priuilegium terrestre Bielscense. — С. 365—369. (лат.)
  - [Підтверджувальний привілей Більському повіту 1547 року] VII. Tenor priuilegij districtus Bielscensis. — С. 386—388. (лат.)

### Монографії
- Грушевський М. С. Історія України-Руси: В 11 т., 12 кн. — К. : Наукова думка, 1994. — Т. V: Суспільно-політичний і церковний устрій і відносини в українсько-руських землях XIV—XVII віків. — 704 с. — (Пам'ятки історичної думки України) — ISBN 5-12-003310-5.
- Грушевський М. С. Історія України-Руси: В 11 т., 12 кн. — К. : Наукова думка, 1995. — Т. VI: Житє економічне, культурне, національне XIV—XVII віків. — 680 с. — (Пам'ятки історичної думки України) — ISBN 5-12-004322-4.
- Лаппо И. И. Великое княжество Литовское за время отъ заключенія Люблинской уніи до смерти Стефана Баторія (1569-1586). — СПб. : Тип. И. Н. Скороходова, 1901. — Т. 1. — 800 с. (рос. дореф.)
- Лаппо И. И. Великое княжество Литовское во второй половинѣ XVI столѣтія. Литовско-русскій повѣтъ и его сеймикъ. — СПб. : Тип. К. Маттисена, 1911. — Т. 2. — 834 с. (рос. дореф.)
- Однороженко О. Українська (руська) еліта доби Середньовіччя і раннього модерну: структура та влада. — К. : Темпора, 2011. — 422 с.
- Z. Gloger. Dawna ziemia bielska i jej cząstkowa szlachta. — Warszawa, 1873. — 13 с. (пол.)
- E. Kalinowski. Szlachta ziemi bielskiej wobec bezkrólewi w XVI-XVII wieku. — Warszawa, 2018. (пол.)
- Polska XVI wieku pod względem geograficzno-statystycznym / Opisane przez Aleksandra Jabłonowskiego. — Warszawa, 1908. — Т. VI. Częsć I-sza: Podlasie (Wojewòdztwo). — 291 с. — (Zródła dziejowe. Tom XVII. Częsć I-sza) (пол.)
- Polska XVI wieku pod względem geograficzno-statystycznym / Opisane przez Aleksandra Jabłonowskiego. — Warszawa, 1909. — Т. VI. Częsć II-ga: Podlasie (Wojewòdztwo). — (Zródła dziejowe. Tom XVII. Częsć II-ga) (пол.)
- Polska XVI wieku pod względem geograficzno-statystycznym / Opisane przez Aleksandra Jabłonowskiego. — Warszawa, 1910. — Т. VI. Częsć III-cia: Podlasie (Wojewòdztwo). — (Zródła dziejowe. Tom XVII. Częsć III-cia) (пол.)

### Статті
- Верига В., Кубійович В. Підляшшя // Енциклопедія українознавства : Словникова частина : [в 11 т.] / Наукове товариство імені Шевченка ; гол. ред. проф., д-р Володимир Кубійович. — Париж — Нью-Йорк : Молоде життя, 1970. — Кн. 2, [т. 6] : Перемищль — Пряшівщина (початок). — С. 2088. — ISBN 5-7707-4049-3.
- Гаврилюк Ю. І. Наші міста і села Словник (ч. 1) // Над Бугом і Нарвою : часопис. — 1994. — № 6(16) (листопад-грудень). — С. 20. — ISSN 1230-2759. Архівовано з джерела 1 травня 2013.
- Гаврилюк Ю. І. Села і міста Підляшшя XV-XVII ст. // Холмщина і Підляшшя : історико-етнографічне дослідження / ред. В. Борисенко ; НАН України, Ін-т нац. відносин і політології, Київ. нац. ун-т імені Тараса Шевченка. — Київ : Родовід, 1997. — С. 39-58. — ISBN 9669511402.
- Підляське воєводство // Енциклопедія історії України : у 10 т. / редкол.: В. А. Смолій (голова) та ін. ; Інститут історії України НАН України. — К. : Наукова думка, 2011. — Т. 8 : Па — Прик. — С. 237. — ISBN 978-966-00-1142-7.
- Пазднякоў В.[be]. Бельскі павет // Вялікае княства Літоўскае: Энцыклапедыя / рэд. кал.: Г. П. Пашкоў (галоўны рэд.), Т. У. Бялова і інш. ; мастак З. Э. Герасімович. — 2-е выданне. — Мінск : Выд. «Беларуская Энцыклапедыя імя Пятруся Броўкі, 2005. — Т. 1: Абаленскі — Кадэнцыя. — С. 310. — ISBN 978-985-11-0392-4. (біл.)
- Пазднякоў В.[be]. Падляшша // Вялікае княства Літоўскае: Энцыклапедыя / рэд. кал.: Г. П. Пашкоў (галоўны рэд.), Т. У. Бялова і інш. ; мастак З. Э. Герасімович. — 2-е выданне. — Мінск : Выд. «Беларуская Энцыклапедыя імя Пятруся Броўкі, 2007. — Т. 2: Кадэцкі корпус — Яцкевіч. — С. 385. — ISBN 978-985-11-0392-4. (біл.)